# NaMilCo Football Festival
National Milling Company of Guyana Inc. (NaMilCo) Football Festival – coroczne rozgrywki piłkarskie w Gujanie.
Turniej po raz pierwszy został zorganizowany w 2005 roku przez klub piłkarski Fruta Conquerors pod nazwą Fruta Festival. W tym formacie rozgrywki istniały podczas dwóch pierwszych edycji, natomiast w 2007 roku ich sponsorem została firma National Milling Company of Guyana Inc. Odtąd turniej nosi nazwę NaMilCo Football Festival.

## Wyniki
| Sezon     | Fruta Festival            | Fruta Festival            | Fruta Festival            |
| Sezon     | Zwycięzca                 | Finał                     | Drugie miejsce            |
| --------- | ------------------------- | ------------------------- | ------------------------- |
| 2005/2006 | Alpha United              | 1–0                       | Pele                      |
| 2006      | Pele                      | 1–0                       | Western Tigers            |
| Sezon     | NaMilCo Football Festival | NaMilCo Football Festival | NaMilCo Football Festival |
| Sezon     | Zwycięzca                 | Finał                     | Drugie miejsce            |
| 2007      | Guyana Defence Force      | 1–1 (6–5 k.)              | Alpha United              |
| 2008      | Alpha United              | 2–0                       | Western Tigers            |
| 2009      | Camptown                  | 2–2 (5–3 k.)              | Western Tigers            |
| 2010/2011 | Alpha United              | 3–0                       | Santos                    |
| 2012      | Guyana Defence Force      | 4–0                       | Beacon United             |
| 2013      | Alpha United              | 3–1                       | Santos                    |

## Statystyki
| Klub                 | Zwycięstwa | Drugie miejsca |
| -------------------- | ---------- | -------------- |
| Alpha United         | 4          | 1              |
| Guyana Defence Force | 2          | 0              |
| Pele                 | 1          | 1              |
| Camptown             | 1          | 0              |
| Western Tigers       | 0          | 3              |
| Santos               | 0          | 2              |
| Beacon United        | 0          | 1              |